# Settignano
Settignano è una frazione di Firenze a nord-est della città. Appartiene amministrativamente al Quartiere 2 Campo di Marte.

## Storia
Nel borgo vi sono resti romani che è possibile attribuire all'epoca di Settimio Severo (fine II secolo d.C.) - in cui onore nel XVI secolo fu eretta una statua nella piazza più antica del paese, andata distrutta nel 1944 - sebbene l'insediamento in questa zona sia di molto precedente. Da Settimio deriverebbe infatti il toponimo Septimianus, "di Settimio".
Settignano era un luogo di villeggiatura sicuro durante l'estate per i guelfi fiorentini. Giovanni Boccaccio e Niccolò Tommaseo apprezzarono la sua frescura, le sue vigne e i suoi campi di olivi, il paesaggio tipico dei giardini all'italiana. In queste colline, sede di cave per l'estrazione della pietra serena, nacquero numerosi scultori scalpellini, tra cui Desiderio da Settignano e i fratelli Antonio e Bartolomeo Rossellino, delicati interpreti del Rinascimento in scultura. Michelangelo, nella sua biografia dettata ad Ascanio Condivi, ricordava come la sua balia fosse di Settignano e che da lei avesse bevuto «latte impastato con la polvere di marmo» che gli aveva trasmesso l'amore per la scultura. Anche negli anni successivi Settignano fu una fucina di scultori e famiglie di scultori, come Bartolomeo Ammannati, Stoldo e Giovanni Battista Lorenzi, Luca Fancelli e Chiarissimo Fancelli, Gioacchino Fortini.
Nel corso dell'Ottocento le ville attorno a Settignano divennero le abitazioni esclusive di personalità italiane e straniere, come Mark Twain (a villa Viviani nel 1893), Gabriele D'Annunzio (alla Capponcina), Eleonora Duse (a Villa Porziuncola), Aldo Palazzeschi (a villa Giurlani) ed Edward Hutton (nella Villa di Boccaccio). Accanto a questa colonia elitaria è sempre rimasta la comunità minuta del vecchio borgo, dove amavano ad esempio ritirarsi artisti come i Macchiaioli.
Nel Dopoguerra Settignano, come le altre zone collinari fiorentine, fu fortunatamente risparmiata dall'edificazione di massa negli anni del boom economico, mantenendo intatta la sua doppia natura: piccolo borgo degli scalpellini nel centro ed esclusiva zona residenziale negli immediati dintorni. A ciò si aggiunge il fatto che, pur avendo belle vedute su Firenze e attrazioni (come la scenografica villa Gamberaia, aperta regolarmente al pubblico), esse non costituiscono un richiamo per il turismo di massa, come avviene ad esempio nella vicina Fiesole, facendo sì che la pressione di strutture a uso turistico sia ancora minoritaria e secondaria rispetto all'autenticità legata al nucleo residente.

## Monumenti e luoghi d'interesse
Il principale monumento del borgo di Settignano è la chiesa di Santa Maria, affacciata sulla piazza e comunicante con l'oratorio della Misericordia. Dietro queste strutture si trova un grande padiglione detto "La Rotonda", operta nata nel 1961 su progetto di Raffaello Fagnoni come sede riparata per il mercato, oggi però inutilizzata. In piazza si trovano una fontana pubblica, il monumento a Niccolò Tommaseo (Leopoldo Costoli, 1878) e un tabernacolo con la Madonna col Bambino in trono della scuola del Ghirlandaio (1450 circa).
Dalla piazza del paese, si possono raggiungere, verso nord, la cappella dei Caduti di San Romano, con antistante monumento di Augusto Miniati, il cimitero monumentale e l'oratorio della Vannella. Verso sud invece si può raggiungere la terrazza panoramica di piazza Desiderio, che contiene il monumento a Desiderio da Settignano di Vittorio Caradossi.
Vicino a Settignano si trovano la Villa Gamberaia, una villa del XIV secolo famosa per i suoi settecenteschi giardini a terrazza, e la più appartata Villa I Tatti, di proprietà di Bernard Berenson, divenuta un centro di studi di storia dell'arte gestito dall'Università Harvard. Altri edifici monumentali privati sono il castello di Mezzaratta, le ville Bigazzi, Michelangelo, La Capponcina, La Pastorella, La Porziuncola.

## Infrastrutture e trasporti
Alla fine del XIX secolo fu inaugurata a cura della Società les Tramways Florentins una tranvia per Firenze; in seguito all'accorpamento al comune di Firenze della località di Settignano e Trespiano, entrambi appartenenti al comune di Fiesole, avvenuta il 1º gennaio 1911 in esecuzione della legge n. 435 del 7 luglio 1910, tale tranvia diventò una linea urbana, classificata come n. 9 (Duomo-Settignano) della rete tranviaria di Firenze, la quale venne completamente smantellata entro il 1958.
Oggi Settignano è raggiungibile con il trasporto pubblico con l'autobus di linea nr. 10, che ha il capolinea a Firenze a piazza della Libertà. Fino al 1968 tale collegamento era filoviario, facente parte della Rete filoviaria di Firenze, che aveva il suo capolinea a Firenze in piazza San Marco.

## Galleria d'immagini

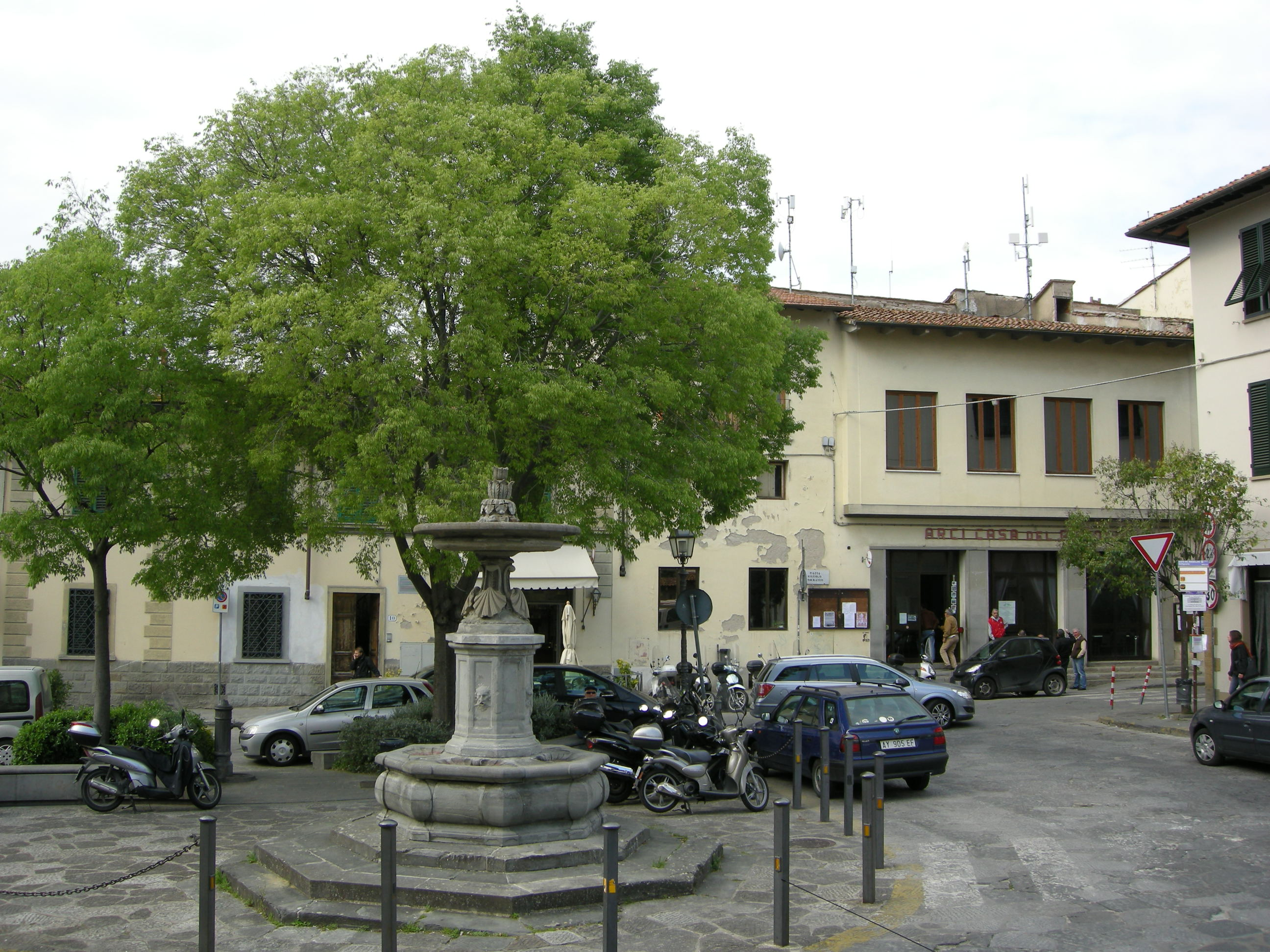
La piazza di Settignano
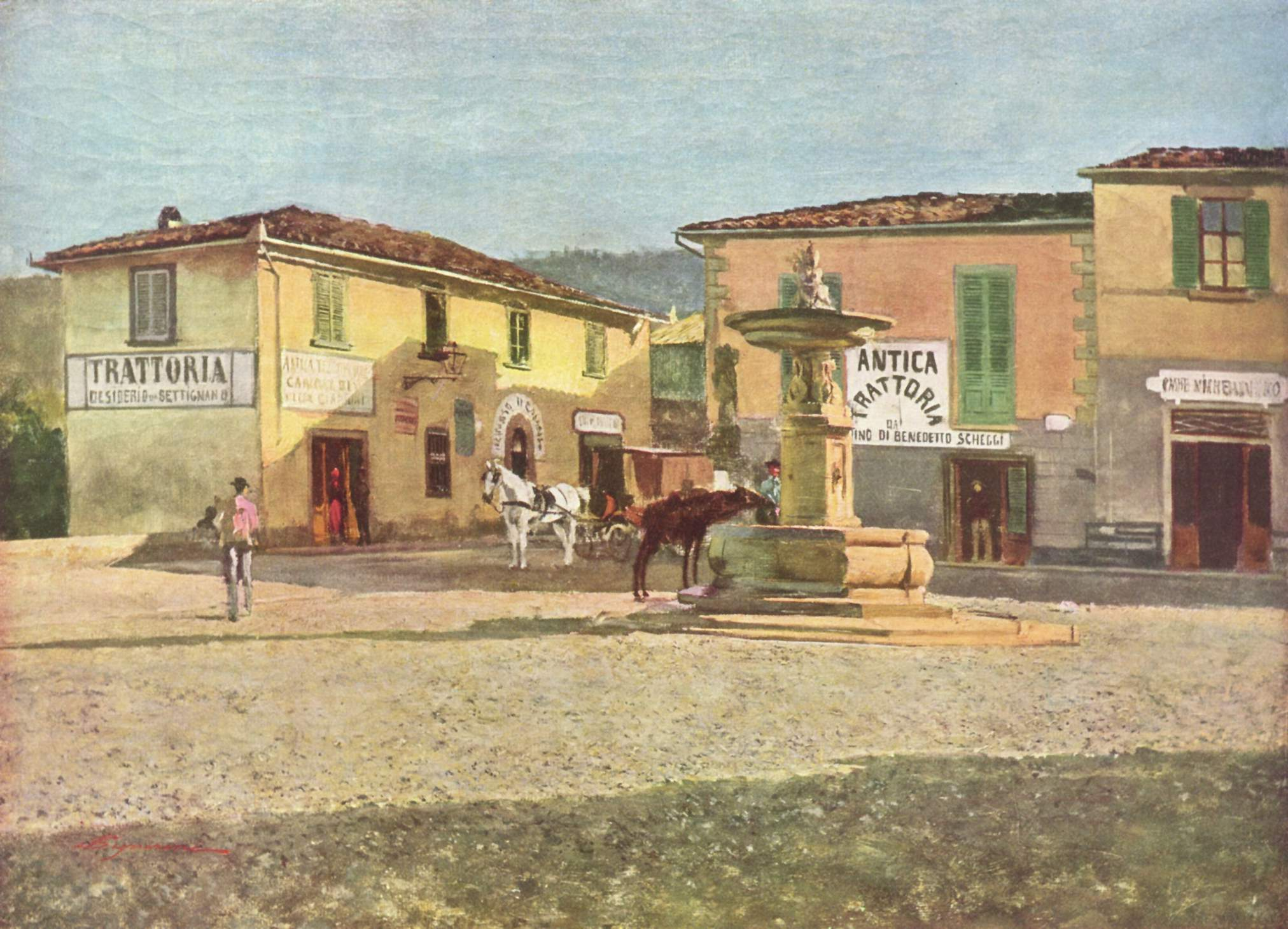
Telemaco Signorini, La piazza di Settignano (1880)
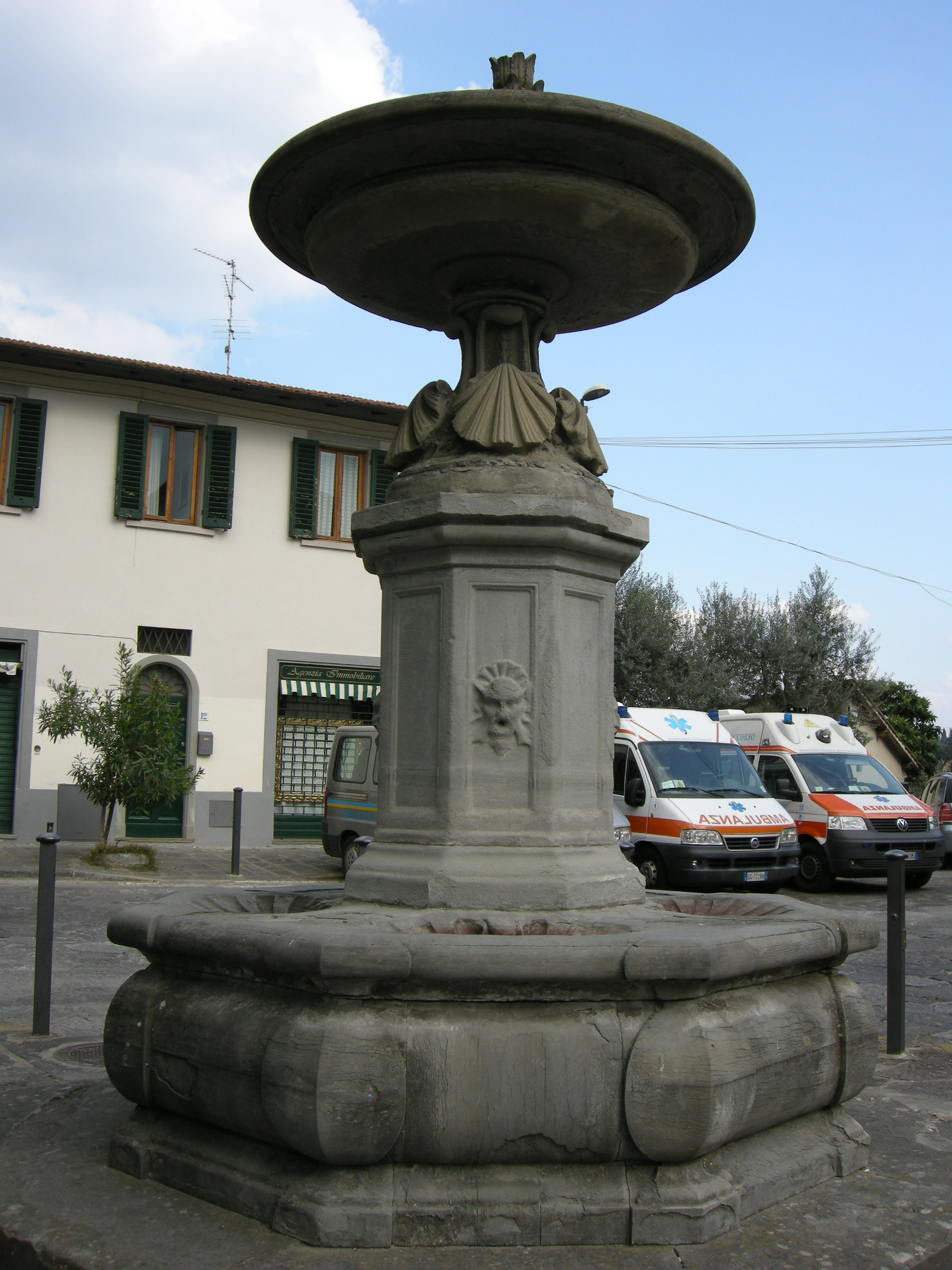
La fontana di Settignano
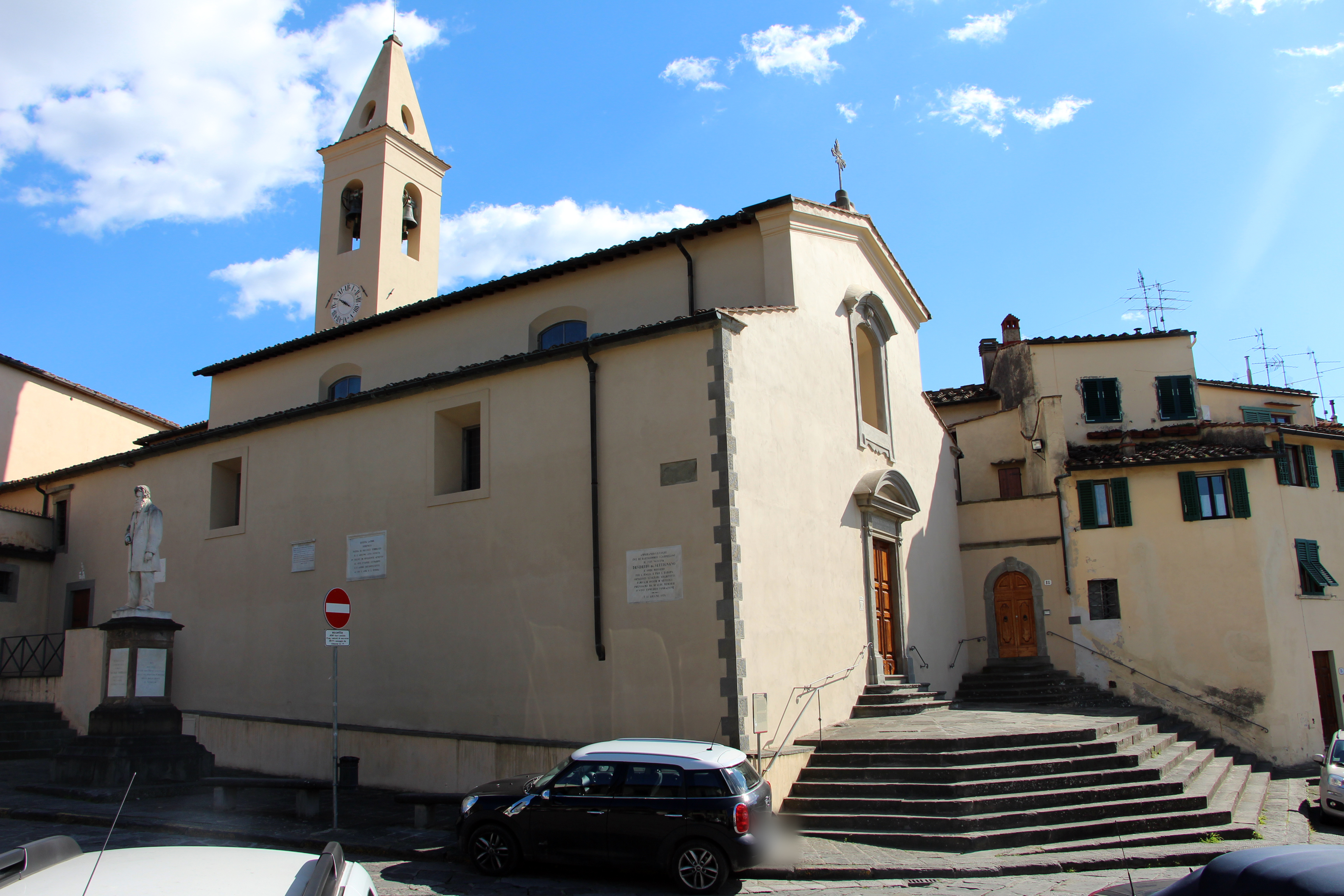
Chiesa di Santa Maria a Settignano
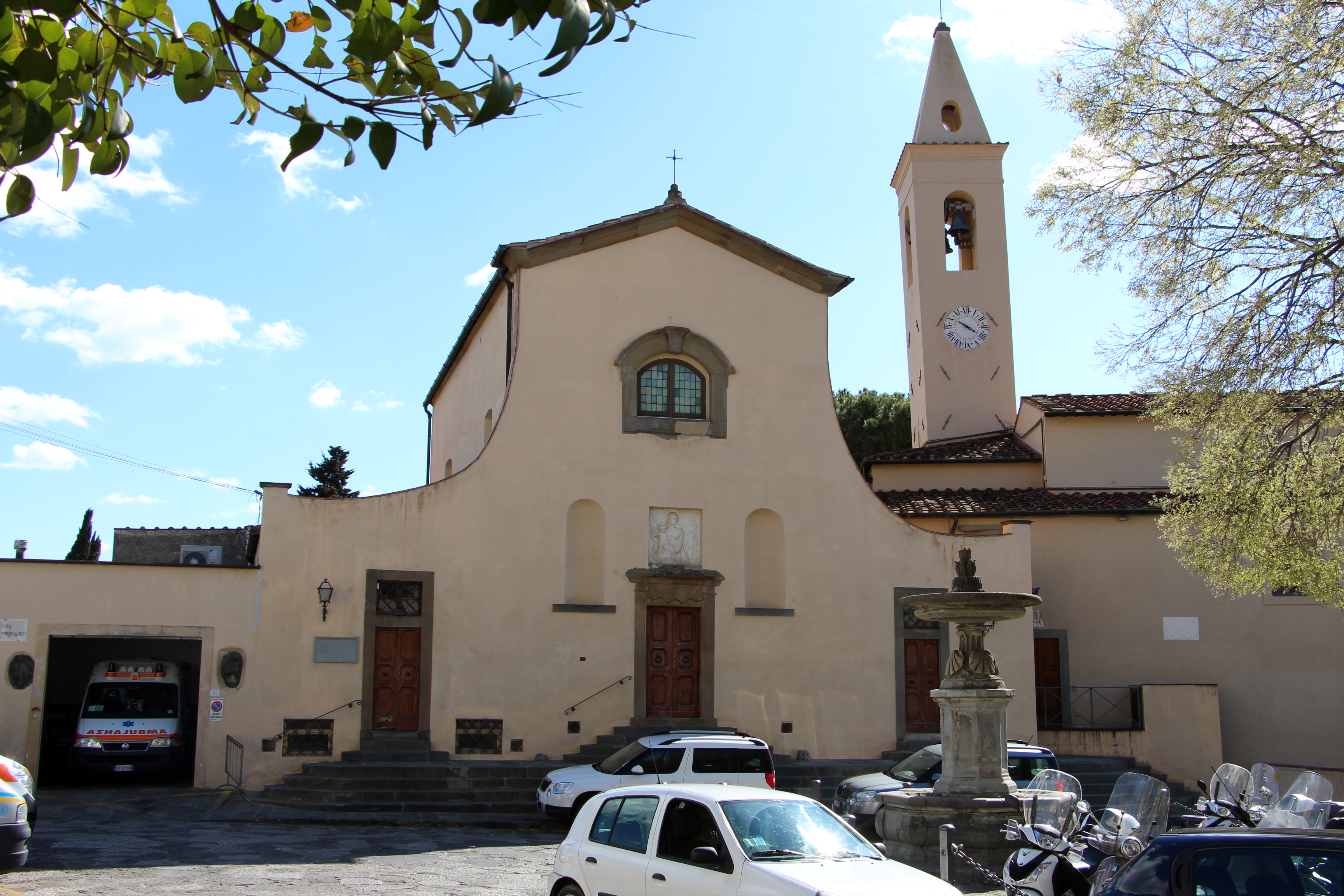
Oratorio della Misericordia
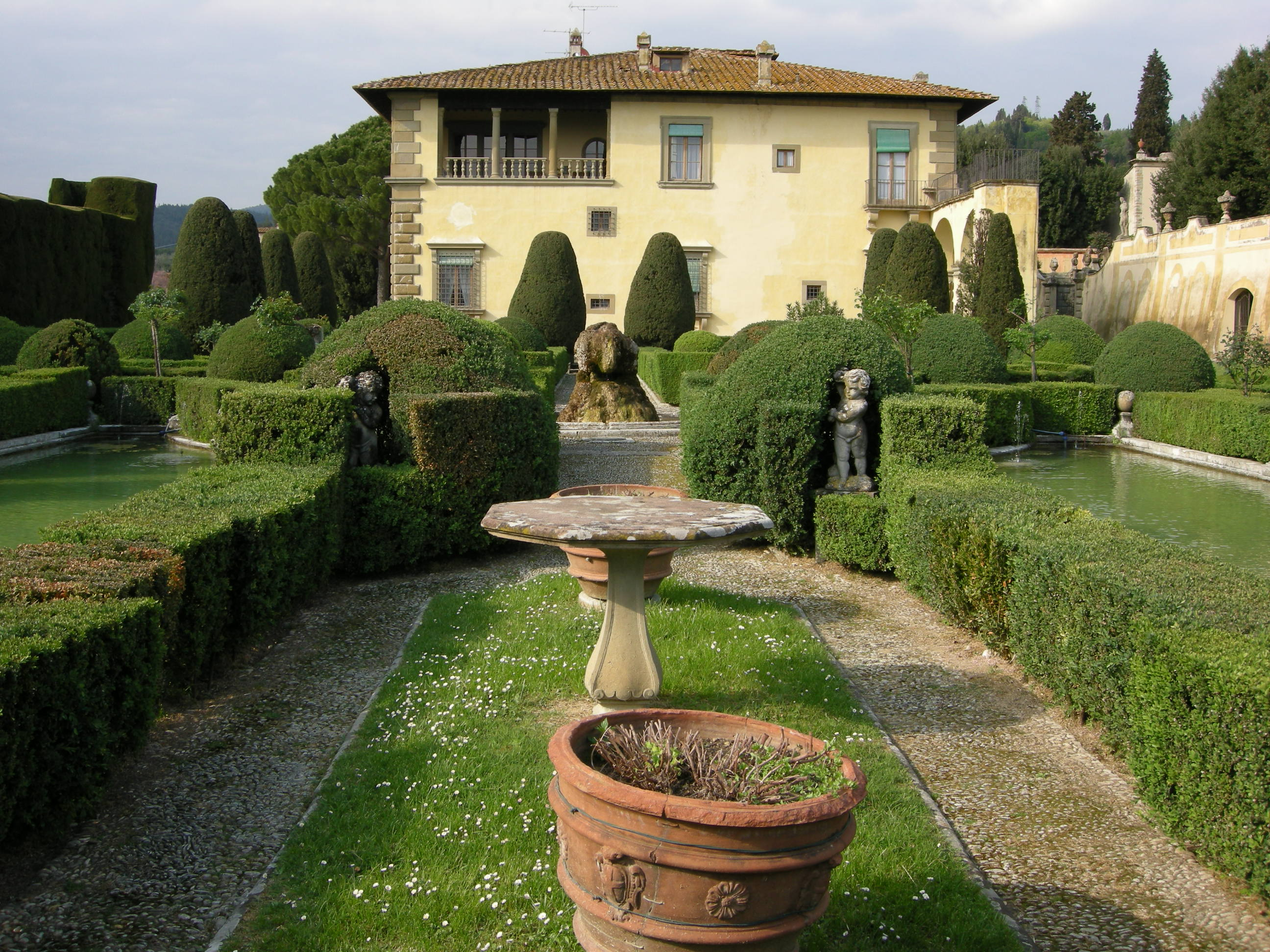
Villa Gamberaia